# Leptochiton permodestus
Leptochiton permodestus är en blötdjursart som beskrevs av Kaas 1985. Leptochiton permodestus ingår i släktet Leptochiton och familjen Leptochitonidae. Inga underarter finns listade i Catalogue of Life.